# Pays-Bas au Concours Eurovision de la chanson 1967
Les Pays-Bas ont participé au Concours Eurovision de la chanson 1967 le 8 avril à Vienne, en Autriche. C'est la 12e participation des Pays-Bas au Concours Eurovision de la chanson.
Le pays est représenté par Thérèse Steinmetz et la chanson Ring-dinge-ding, sélectionnées par la NTS au moyen de la finale nationale Nationaal Songfestival.

## Sélection

### Nationaal Songfestival 1967
Le radiodiffuseur néerlandais, Nederlandse Televisie Stichting (NTS), prédécesseur de la Nederlandse Omroep Stichting (NOS), organise la 10e édition du Nationaal Songfestival (en), pour sélectionner la chanson et l'artiste représentant les Pays-Bas au Concours Eurovision de la chanson 1967.
La finale nationale néerlandaise, présentée par Elles Berger (nl), a lieu le 22 février 1967 au Tivoli à Utrecht.

#### Finale
Six chansons, toutes interprétées par Thérèse Steinmetz, ont participé à cette sélection et sont toutes interprétées en néerlandais, langue nationale des Pays-Bas.
Lors de cette sélection, c'est la chanson Ring-dinge-ding qui fut choisie. Le chef d'orchestre sélectionné pour les Pays-Bas à l'Eurovision 1968 est Dolf van der Linden.

## À l'Eurovision
Chaque pays a un jury de dix personnes. Chaque juré attribue un point à sa chanson préférée.

### Points attribués par les Pays-Bas
| 4 points | Luxembourg                      |
| 2 points | Royaume-Uni                     |
| 1 point  | Espagne Finlande France Norvège |

### Points attribués aux Pays-Bas
| 10 points | 9 points | 8 points | 7 points | 6 points                |
| --------- | -------- | -------- | -------- | ----------------------- |
|           |          |          |          |                         |
| 5 points  | 4 points | 3 points | 2 points | 1 point                 |
|           |          |          |          | - Irlande - Royaume-Uni |

Thérèse Steinmetz interprète Ring-dinge-ding en 1re position lors de la soirée du concours, précédant le Luxembourg.
Au terme du vote final, les Pays-Bas terminent 14es — à égalité avec l'Autriche et la Norvège — sur les 17 pays participants, ayant reçu 2 points au total de la part du jury britannique et irlandais,.